# Schismatoclada humbertiana
Schismatoclada humbertiana är en måreväxtart som beskrevs av Anne-Marie Homolle. Schismatoclada humbertiana ingår i släktet Schismatoclada och familjen måreväxter. Inga underarter finns listade i Catalogue of Life.